# Яхья ибн Маин
Абу́ Закарийя Я́хья ибн Маи́н аль-Багда́ди (араб. يحيى بن معين‎;
775, около аль-Анбара — 847, Медина) — исламский богослов, традиционалист.

## Биография
Его полное имя: Абу Закарийя Яхья ибн Маин ибн Авн аль-Мурри аль-Гатафани аль-Багдади. Родился в 775 году около аль-Анбара. Вольноотпущенник (мауля) аль-Джунайда ибн Абдуррахмана аль-Мурри. Унаследовал значительное состояние от отца и, как сообщается, потратил все на приобретение хадисов пророка Мухаммеда.
Среди его учителей были Суфьян ибн Уяйна и Ибн аль-Мубарак. Среди его учеников были такие известные мухаддисы как Ахмад ибн Ханбаль, Мухаммад аль-Бухари и Ибн Сад аль-Багдади.
В 833 году халиф аль-Мамун приказал Яхье ибн Маину, Ибн Саду аль-Багдади и ещё пятерым богословам засвидетельствовать о сотворённости Корана (михна) и под угрозой смерти, они выполнили приказ халифа. После этого Ахмад ибн Ханбаль принципиально перестал разговаривать с ними.
По общему мнению исламских хадисоведов, Яхья ибн Маин отнёс большое количество хадисов к ложным и рассматривается как один из наиболее важных ранних экспертов по риджалю. Сообщается, что он оставил после себя огромную библиотеку. Некоторые из его работ были изданы.
Умер в 847 году во время хаджа в Медине.